# Академічне веслування на літніх Олімпійських іграх 2024 — вісімки (чоловіки)
Змагання з академічного веслування у вісімках серед чоловіків на літніх Олімпійських іграх 2024 у Парижі тривають з 29 липня до 3 серпня на Національному олімпійському морському стадіоні Іль-де-Франс у Вер-сюр-Марні. Змагаються 63 веслувальники (7 вісімок) з 7 країн.

## Розклад
Змагання тривають шість днів. Вказано час початку сесії. Під час однієї сесії можуть відбуватися змагання в кількох різних дисциплінах.
Вказано центральноєвропейський час (UTC+9)
| Дата                     | Час   | Раунд             |
| ------------------------ | ----- | ----------------- |
| Понеділок, 29 липня 2024 | 11:40 | Попередні запливи |
| Четвер, 1 серпня 2024    | 10:20 | Втішні запливи    |
| Субота, 3 серпня 2024    | 11:10 | Фінал             |

## Підсумки

### Попередні запливи
Переможці кожного запливу кваліфікувалися до фіналу, а решта - потрапили до втішного запливу.

#### Заплив 1
| Місце | Доріжка | Веслувальники                                                                    | Країна           | Час     | Нотатки |
| ----- | ------- | -------------------------------------------------------------------------------- | ---------------- | ------- | ------- |
| 1     | 4       | Голлінґсворт Рашер Табаш Дін Карлсон Чатейн Олсон Квінтон Мілн ( с )             | США (USA)        | 5:29.94 | Q       |
| 2     | 1       | Рінкс Моленар Грааф Кнаб ван Дорн ван де Керкгоф ван дер Бей Маккер Феттер ( с ) | Нідерланди (NED) | 5:31.82 | В       |
| 3     | 2       | Еґґелінґ Йоганнесен Роґґензак Фоллерт Йон Бреер Шредер Шенгерр Візен ( с )       | Німеччина (GER)  | 5:41.63 | В       |
| 4     | 3       | Цигенеску Daniciu Baitoc Адам Козмюк Семчюк Артні Лехачі Мунтяну ( с )           | Румунія (ROU)    | 5:55.82 | В       |

#### Заплив 2
| Місце | Доріжка | Веслувальники                                                                | Країна                | Час     | Нотатки |
| ----- | ------- | ---------------------------------------------------------------------------- | --------------------- | ------- | ------- |
| 1     | 1       | Болдінґ Карнеґі Ґіббс Болдінґ Довсон Елвз Діґбі Рудкін Форд ( с )            | Велика Британія (GBR) | 5:37.04 | Q       |
| 2     | 3       | Канам Гікс Таррін Віддікомб Гарґрівз Парнелл Доусон О'Браєн Броуді ( с )     | Австралія (AUS)       | 5:42.07 | В       |
| 3     | 2       | Валле Фріджеріо Лізео Монфрекола Веріта Мауро Капріна Аббаньяле Фаелла ( с ) | Італія (ITA)          | 5:52.52 | В       |

#### Втішний заплив
| Місце | Доріжка | Веслувальник                                                                        | Країна           | Час     | Нотатки |
| ----- | ------- | ----------------------------------------------------------------------------------- | ---------------- | ------- | ------- |
| 1     | 3       | Рінкс Моленар де Грааф Кнаб ван Дорн ван де Керкгоф ван дер Бей Маккер Феттер ( с ) | Нідерланди (NED) | 5:27.58 | Q       |
| 2     | 4       | Еґґелінґ Йоганнесен Роґґензак Фоллерт Йон Бреер Шредер Шенгерр Візен ( с )          | Німеччина (GER)  | 5:29.17 | Q       |
| 3     | 5       | Цигенеску Daniciu Baitoc Адам Козмюк Семчюк Артні Лехачі Мунтяну ( с )              | Румунія (ROU)    | 5:30.00 | Q       |
| 4     | 2       | Канам Гікс Таррін Віддікомб Гарґрівз Парнелл Довсон О'Браєн Броуді ( с )            | Австралія (AUS)  | 5:31.50 | Q       |
| 5     | 1       | Валле Фріджеріо Лізео Монфрекола Веріта Мауро Капріна Аббаньяле Фаелла ( с )        | Італія (ITA)     | 5:36.31 |         |

### Фінал
| Місце | Доріжка | Веслувальник                                                                        | Країна                | Час     | Нотатки |
| ----- | ------- | ----------------------------------------------------------------------------------- | --------------------- | ------- | ------- |
| 1     | 4       | Болдінґ Карнеґі Ґіббс Форд Довсон Елвз Діґбі Рудкін Brightmore ( с )                | Велика Британія (GBR) | 5:22.88 |         |
| 2     | 2       | Рінкс Моленар де Грааф Кнаб ван Дорн ван де Керкгоф ван дер Бей Маккер Феттер ( с ) | Нідерланди (NED)      | 5:23.92 |         |
| 3     | 3       | Голлінґсворт Рашер Табаш Дін Карлсон Чатейн Олсон Квінтон Мілн ( с )                | США (USA)             | 5:25.28 |         |
| 4     | 5       | Еґґелінґ Йоганнесен Роґґензак Фоллерт Йон Бреер Шредер Шенгерр Візен ( с )          | Німеччина (GER)       | 5:29.80 |         |
| 5     | 1       | Цигенеску Daniciu Baitoc Адам Козмюк Семчюк Артні Лехачі Мунтяну ( с )              | Румунія (ROU)         | 5:30.15 |         |
| 6     | 6       | Канам Гікс Таррін Віддікомб Гарґрівз Парнелл Довсон О'Браєн Броуді ( с )            | Австралія (AUS)       | 5:31.79 |         |